# Temporada 1906-1907 del Liceu
| Temporada 1906-1907 del Liceu |                     |                  |                   | |           |                         |
| Òpera                         | Compositor          | Director musical | Director d'escena | Papers principals                                                                                  | Producció | Dates                   |
| Maria di Rohan                | Gaetano Donizetti   |                  |                   | Emilia Corsi, Matilde Blanco Sadun, Antonio Saludas, Mattia Battistini                             |           | novembre                |
| Ugonotti                      | Giacomo Meyerbeer   |                  |                   | Matilde De Lerma/Cecilia David, Ines Maria Ferraris, Carlo Cartica, Francesco Navarrini            |           | novembre                |
| Ernani                        | Giuseppe Verdi      |                  |                   | Mattia Battistini, Cecilia David, Julian Biel, Francesco Navarrini                                 |           | 6 de desembre           |
| Aida                          | Giuseppe Verdi      |                  |                   | Maria Verger, Elvira Magliulo/Matilde De Lerma, Augusto Scampini                                   |           | desembre                |
| Carmen                        | Georges Bizet       | Gino Golisciani  |                   | Maria Verger, Julián Biel/Giuseppe Agostini, Gustau Claveria, Louise d'Éloupy, Ines Maria Ferraris |           | desembre                |
| Samson et Dalila              | Camille Saint-Saëns |                  |                   | Maria Verger, Julian Biel, Gaetano Rebonato, Azzo Giudici, Josè Candela                            |           | desembre                |
| Il trovatore                  | Giuseppe Verdi      | Gino Golisciani  |                   | Gaetano Rebonato, Elvira Magliulo, Maria Verger, Augusto Scampini, José Candela                    |           | 11, 13, 25 desembre     |
| Werther                       | Jules Massenet      | Gino Golisiciani |                   | Mattia Battistini, José Francés, José Candela, Maria Verger, Ines Ferraris                         |           | 15, 16 i 18 de desembre |
| Cavalleria rusticana          | Pietro Mascagni     |                  |                   | Maria Verger, Elena Bianchini Cappelli, Julian Biel/Giuseppe Agostini, Francisco Molina            |           | gener                   |
| Die Walküre                   | Richard Wagner      |                  |                   | Maria Verger, Elvira Magliulo, Elvira Leveroni, Orazio Cosentino, Franco Fabbri Bo                 |           | gener                   |
| Amica                         | Pietro Mascagni     |                  |                   | Elena Bianchini Cappelli/Elvira Magliulo, Giuseppe Agostini, Gaetano Rebonato                      |           | gener                   |
| El barber de Sevilla          | Gioachino Rossini   | Gino Golisciani  |                   | Aristodemo Giorgini, Carlo Rossi, Maria Galvany, Gaetano Rebonato, Francesco Navarrini             |           |                         |